# Space Dandy
Space☆Dandy (яп. スペース☆ダンディ Cупэ:су Данди) — комедийный аниме-сериал студии Bones и режиссёра Синъитиро Ватанабэ.
Лицензирован в Северной Америке компанией FUNimation Entertainment, в Австралии — Madman Entertainment и в Великобритании — Anime Limited. Премьера сериала в США состоялась ещё до премьеры в Японии, 4 января 2014 года в 11:30 в блоке Toonami (Adult Swim). В Японии премьера состоялась в 11:00 на канале Tokyo MX, 5 января 2014 года, после чего и на каналах TV Osaka, TV Aichi, BS Fuji и AT-X. Также одновременно сериал транслировался в то же время, что и в Японии, в Юго-Восточной Азии на Animax Asia. Адаптация в виде манги в данный момент выпускается в журнале Young Gangan (Square Enix) с 20 декабря 2013 года.

## Сюжет
Повествование идёт о приключениях охотника на пришельцев Денди в космосе на своём личном корабле, «Алоха Оэ». В путешествии по заброшенным галактикам его сопровождают робот QT и Мяу - представитель вымышленной расы котоподобных инопланетян из системы Бетельгейзе, найденный Денди в ресторане. Эта команда исследует галактики и неизвестные планеты в поисках неизведанных образцов жизни, пришельцев, для того, чтобы сдать их в центр космической регистрации и получить хорошую плату за них. Нередко Денди отходит от основного задания и участвует в различных космических развлечениях или соревнованиях. Во время того, как Денди расслабляется, его намеревается поймать доктор Гель, учёный, который  работает на империю Гогол, но сам Денди не подозревает об этом.

## Персонажи

### Экипаж корабля «Алоха Оэ»
Денди (яп. ダンディ Данди) 

Главный персонаж, добродушный и забывчивый охотник на пришельцев, который занимается розыском по всей галактике редких форм жизни. Является капитаном «Алоха Оэ» (яп. アロハオエ号 Арохаоэ-го:), своего личного космического корабля. Регулярно посещает межгалактический ресторан типа Hooters, который называется BooBies (яп. ブービーズ Бу:би:дзу), где Денди погружается в удовольствие от своего фетиша, ягодиц девушек. 
Сэйю: Дзюнъити Сувабэ
QT 

Член экипажа корабля «Алоха Оэ», робот, который напоминает и работает как пылесос. QT умнее и компетентнее других членов экипажа, но его полезность падает из-за устаревшего аппаратного обеспечения, таких как нехватка памяти или перебои в работе батарей. У робота QT женский голос. Название созвучно с англ. Cutie — «милашка».
Сэйю: Уки Сатакэ
Мяу (яп. ミャウ Мяу) 

Околачивается на корабле «Алоха Оэ», из-за чего стал членом экипажа. Недалёкий представитель вымышленного народа из системы звезды Бетельгейзе (яп. ベテルギウス星人 Бэтэругиусу-сэйдзин), который своим необычным видом заставил принять Денди его за редкого пришельца, которого можно зарегистрировать в космическом центре регистрации и получить за это награду. Был назван Денди «Мяу», из-за того, что он не был в состоянии назвать своё полное имя внятно и из-за внешней схожести с котом (свою принадлежность к кошкам Мяу в первой серии отрицает), на родной планете его называют «Мии». Помогает экипажу тем, что рассказывает о возможности нахождения редких пришельцев или вещей с разной степенью успеха. Очень ленив, любит сидеть в интернете (через смартфон), есть разные вкусные вещи типа чипсов и прочего джанк-фуда и ведёт свой личный блог, даже добавлял туда фотографии. На своей родной планете он учился в школе не очень хорошо, был лентяем и неудачливым в любви, поэтому решил вместо работы на единственном на своей планете устаревшем заводе отправиться странствовать по Вселенной в надежде стать успешным и знаменитым, но его единственным успехом оказалось попадание в экипаж «Алохи Оэ». Вырос в многодетной и очень дружной семье, где его любят и ценят, несмотря на то, что он ничем не выдающаяся личность.
Сэйю: Хироюки Ёсино

### Империя Гогол
Доктор Гель (яп. ゲル博士 Гэру-хакасэ) 

Учёный, работающий в империи Гогол (яп. ゴーゴル帝国 Го:гору тэйкоку), который преследует и наблюдает за Денди по непонятным причинам. По виду напоминает обезьяну гориллу и носит G-образный монокль над правым глазом. 
Сэйю: Унсё Инудзука
Адмирал Перри (яп. ペリー提督 Пэри:-тэйтоку) 

Правитель империи Гогол, находится в состоянии войны с империей Джайкро за контроль над вселенной. Он послал доктора Гела для того, чтобы захватить Денди, утверждая, что именно он является тем самым ключом к будущему вселенной. Перри выглядит как череп с миниатюрными «планетами» по его орбитам. Имя героя - отсылка к посетившему Японию в 19 веке флотоводцу из США Мэтью Перри.
Сэйю: Бандзё Гинга
Биа (яп. ビー Би:) 

Ассистент и помощник доктора Гела, имеет голову, похожую на баклажан, выглядит как пришелец небольшого роста. 
Сэйю: Косукэ Хатакэяма

### Другие персонажи
Хани (яп. ハニー англ. «дорогая, любимая, медовая») 

Блондинка, у которой ветер в голове или Брест (яп. ブレスト бурэсуто, англ. «грудь»). Хани работает в ресторане BooBies, который также известен как Breastaurant (яп. ブレストラン бурэсуторан), который Денди часто посещает. Она очень любит компанию Денди и замечает, когда он посещает этот ресторан.  
Сэйю: Тиаки Найто (Юрин)
Скарлет (яп. スカーレット Сука:рэтто) 

Инспектор космической регистрации пришельцев, которая оценивает их и выдаёт плату за редкие экземпляры. Денди приводит самых разных пришельцев туда, но обдурить инспектора ему не удаётся. 
Сэйю: Хоко Кувасима
Мамитас (яп. マミタス Мамитасу)
Сэйю: Аяна Такэтацу
Адели (яп. アデリー Адэри)
Сэйю: Кана Ханадзава
Принц (яп. プリンス Пуринсу) 

Красивый, голубоволосый гонщик, которого обожают множество девушек по всей галактике. Он стал соперником Денди ещё на старте гонки, в ресторане BooBies, из-за оскорблений в свою сторону. На финале гонки Принц почувствовал странное чувство, которое смутило его, но в итоге он понял, что это были любовные чувства к Денди.
Сэйю: Юки Кадзи
Z
Сэйю: Мамико Ното
Писк (яп. チュウ Тю:)
Сэйю: Наоки Тацута

## Список серий

### Space Dandy
| Список серий | Список серий | Список серий         |
| №            | Название | Трансляция в Японии  |
| ------------ | --- | -------------------- |
| 01           | Жизнь по течению, детка «Нагарэ Нагасарэтэ Икиру Дзян ё» (流れ流されて生きるじゃんよ)                                                | 5 января 2014 года   |
| 02           | Поиски призрачного космического рамэна, детка «Мабороси но Утю: Ра:мэн о Сагасу Дзян ё» (幻の宇宙ラーメンを探すじゃんよ)             | 12 января 2014 года  |
| 03           | Порой даже обманщик может быть обманут, детка «Дамаси Дамасарэру Кото мо Ару Дзян ё» (騙し騙される事もあるじゃんよ)                  | 19 января 2014 года  |
| 04           | Иногда ты не можешь жить вместе с гибнущими, детка «Синдэ мо Сини Кирэнай Токи мо Ару Дзян ё» (死んでも死にきれない時もあるじゃんよ) | 26 января 2014 года  |
| 05           | Весёлый товарищ — лишь груз в космосе, детка «Таби ва Митидзурэ Утю: ва Насакэ Дзян ё» (旅は道連れ宇宙は情けじゃんよ)                | 2 февраля 2014 года  |
| 06           | Война трусов и маек, детка «Панцу то Тёкки но Сэнсо: Дзян ё» (パンツとチョッキの戦争じゃんよ)                                        | 9 февраля 2014 года  |
| 07           | Гонка в космосе опасна, детка «Утю: Рэ:су ва Дэндзярасу Дзян ё» (宇宙レースはデンジャラスじゃんよ)                                   | 16 февраля 2014 года |
| 08           | Одинокая брошенная планета, детка «Хиториботти но Ванкобоси Дзян ё» (一人ぼっちのワンコ星じゃんよ)                                   | 23 февраля 2014 года |
| 09           | Растения — слишком живые существа, детка «Сёкубуцу Даттэ Икитэру Дзян ё» (植物だって生きてるじゃんよ)                                | 2 марта 2014 года    |
| 10           | Там всегда завтра, детка «Асита ва Китто Туморо: Дзян ё» (明日はきっとトゥモローじゃんよ)                                            | 9 марта 2014 года    |
| 11           | Я никогда не вспомню тебя, детка «Омаэ о Нэба: Омойдасэнай Дзян ё» (お前をネバー思い出せないじゃんよ)                                | 16 марта 2014 года   |
| 12           | Никто не знает Пришельца-хамелеона, детка «Дарэ мо Сиранай Камэрэон-сэйдзин Дзян ё» (誰も知らないカメレオン星人じゃんよ)             | 23 марта 2014 года   |
| 13           | Даже пылесос может любить, детка «Со:дзики Даттэ Койсуру Дзян ё» (掃除機だって恋するじゃんよ)                                        | 29 марта 2014 года   |

### Space Dandy 2
| Список серий | Список серий | Список серий          |
| №            | Название | Трансляция в Японии   |
| ------------ | --- | --------------------- |
| 1            | Я же такой не один, детка «Онри: Ван ни Нарэнай Дзян ё» (オンリーワンになれないじゃんよ)                               | 6 июля 2014 года      |
| 2            | В темноте есть музыка, детка «Ями ни ва Ями но Онсёку га Ару Дзян ё» (幻の宇宙ラーメンを探すじゃんよ)                  | 13 июля 2014 года     |
| 3            | Тише едешь, дальше будешь, детка «Исогабамавару но га Орэ Дзян» (騙し騙される事もあるじゃんよ)                         | 20 июля 2014 года     |
| 4            | Студент передачи скажет Денди, детка «Тэнко:сэй ва Данди Дзян ё» (転校生はダンディじゃんよ)                            | 27 июля 2014 года     |
| 5            | Важная персона огромна, детка «Биггу Фиссю ва Дэккай Дзян ё» (ビッグフィッシュはでっかいじゃんよ)                      | 3 августа 2014 года   |
| 6            | Галантный космический джентльмен, детка «Утю: Синси ва Дзенторуман Дзян ё» (宇宙の紳士はジェントルマンじゃんよ)        | 10 августа 2014 года  |
| 7            | Январский Рок-н-ролл ★ Денди, детка «Роккунро:ру ☆ Данди Дзян ё» (ロックンロール★ダンディじゃんよ)                     | 17 августа 2014 года  |
| 8            | Мир без печали, детка «Канасими но Най Сэкай Дзян ё» (悲しみのない世界じゃんよ)                                        | 24 августа 2014 года  |
| 9            | Мы все дураки, так что давайте танцевать, детка «Онадзи Бака нара Одораня Сон Дзян ё» (同じバカなら踊らにゃ損じゃんよ) | 31 августа 2014 года  |
| 10           | Любовники сейчас в моде, детка «Коибито-тати ва Торэнди Дзян ё» (恋人たちはトレンディじゃんよ)                         | 7 сентября 2014 года  |
| 11           | Сказка в другом пространстве, детка «Дзигэн но Тигаугатари Дзян ё» (次元の違う話じゃんよ)                              | 14 сентября 2014 года |
| 12           | День Денди в суде, детка «Сабакакэру но ва Данди Дзян ё» (裁かれるのはダンディじゃんよ)                                | 21 сентября 2014 года |
| 13           | Вечный Денди, детка «Нэба:эндингу Данди Дзян ё» (ネバーエンディングダンディじゃんよ)                                   | 27 сентября 2014 года |

## Критика
Карл Кимлингер, рецензент сайта Anime News Network,  в своём обзоре отметил, что первая серия наиболее впечатляющая и стала своеобразной визитной карточкой сериала, однако следующие серии разочаровывают: становятся просто скучными, в них отсутствует последовательность. Сюжет в общем получился нелепым, но весёлым и лирическим.